# Gabriele Brunelli (botanico)
Gabriele Brunelli (Bologna, 1728 – 14 agosto 1797) è stato un botanico e naturalista italiano.
Sacerdote, collaboratore di Ferdinando Bassi (prefetto e conservatore dell'Orto Botanico dell'Università di Bologna) dal 1767, il 5 ottobre 1774 fu nominato Prefetto dell'orto delle piante esotiche; mantenne tale incarico fino alla morte; alla Linnean Society di Londra è conservata una lettera indirizzata da Brunelli a Linneo del gennaio 1775, nella quale annuncia di aver preso il posto di Bassi, ben noto a Linneo, e di essere disponibile a continuare i rapporti di scambio già avviati dal suo predecessore.
Fu presidente dell'Accademia delle Scienze di Bologna nel 1775 e nel 1779. Fu anche docente della Cattedra di anatomia alla scuola medica bolognese.
Brunelli arricchì l'Orto botanico piantando semi di nuove piante provenienti dal Brasile, inviati dal fratello Giovanni Angelo, mercenario del re del Portogallo.
Non sono note sue trattazioni botaniche; le uniche sue due dissertazioni furono pubblicate nel settimo tomo dei Commentari dell'Accademia delle Scienze: una riguarda l'anatomia delle locuste, l'altra la scoperta dell'organo dell'udito dei rettili, che molti anatomisti (e persino Linneo) avevano ritenuto non esistesse.